# Thandiswa Mazwai
Thandiswa Mazwai (Johannesburg, Soweto, 1976. március 31. –) dél-afrikai énekesnő.

## Díjak
- 2004: Zabalaza Metro FM Awards: Best Female Artist
- 2004: Zabalaza Kora Africa Music Awards: Best Female Artist
- 2004: Zabalaza Kora Africa Music Awards: Best Female Artist
- 2005: Zabalaza South African Music Award: Best Female Artist
- 2005: Zabalaza South African Music Award: Best African Contemporary Album
- 2005: Zabalaza Channel O Music Awards: Best Music Video 'La'hlumenze'
- 2005: Metropolitan Eastern Cape Awards, Arts and Culture Award
- 2008: Pan African Language Board: Female Artist of the Decade
- 2008: Nizalwa Ngobani Pan African Language Board: Song of the Decade
- 2011: Dance of the Forgotten Free: LIVE South African Music Award: Best Contemporary DVD
- 2011: Dance of the Forgotten Free: LIVE South African Music Award: Best Female Artist

## Lemezek

### Albumok
- Ibokwe (Deluxe Edition) 2013
- Dance of the Forgotten Free (Live in Concert) 2010
- Zabalaza (Limited Edition) 2005